# Football Manager 2006
Football Manager 2006 (conhecido como Worldwide Soccer Manager 2006 na América do Norte) é um jogo eletrônico de gerenciamento de futebol lançado de 2005. Desenvolvido pela Sports Interactive, ele foi lançado pela Sega para Windows, macOS e PlayStation Portable em 21 de outubro de 2005 na Europa e em 1 de novembro de 2005 na América do Norte. Uma versão do jogo para Xbox 360 foi lançada em 14 de abril de 2006.
No dia do lançamento, a Sports Interactive também publicou uma atualização para consertar problemas descobertos durante as fases Beta e Gold do desenvolvimento. Em seu lançamento, Football Manager 2006 foi o segundo jogo com vendas mais rápidas para computador na história do Reino Unido. Ele também foi o primeiro jogo da série a ter uma versão para um console da família Xbox. No ano seguinte, ele foi sucedido por Football Manager 2007.

## Jogabilidade
Football Manager 2006 tem uma jogabilidade similar à de seu predecessor. A jogabilidade consiste de tomar controle de um time profissional, semi-profissional, amador ou internacional de futebol como técnico. É possível assinar contratos com jogadores de futebol, gerenciar as finanças do clube e realizar conversas de equipe. O jogo é uma simulação de gerenciamento, com o jogador sendo julgado em vários fatores pela inteligência artificial dos donos e conselho do time.

### Ligas adicionais
Football Manager 2006 contém as mesmas ligas jogáveis de seu predecessor, mas com duas pequenas adições. A liga francesa agora tem um quarto nível visível mas não jogável (a divisão CFA), e a mudança estrutural da liga sueca envolvendo a recriação da Division 1 (também conhecida como Ettan Fotboll) foi implementada, com a Division 2 mantida como um quarto nível jogável.

### Harchester United
O time fictício Harchester United, da série de drama da Sky One Dream Team, foi incluído em Football Manager 2006 como um easter egg. Essa opção é possível na forma de um arquivo de texto posto no diretório do jogo.

## Recepção
A versão para computador de Football Manager 2006 recebeu um prêmio de vendas "Platina" da Entertainment and Leisure Software Publishers Association, indicando pelo menos 300 mil cópias vendidas no Reino Unido.
Football Manager 2006 recebeu críticas "geralmente positivas" de acordo com o agregador de críticas Metacritic, com uma nota média agregada de 89/100. Worldwide Soccer Manager 2006 foi uma das menções honrosas da Computer Games Magazine em sua lista dos 10 melhores jogos para computador de 2005.